# 30396 Annleonard
30396 Annleonard este un asteroid din centura principală de asteroizi.

## Descriere
30396 Annleonard este un asteroid din centura principală de asteroizi. A fost descoperit pe 28 mai 2000 la Socorro, New Mexico, în cadrul proiectului LINEAR. Asteroidul prezintă o orbită caracterizată de o semiaxă mare de 3,01 ua, o excentricitate de 0,08 și o înclinație de 2,9° în raport cu ecliptica.